# 圣莱奥纳尔堡
圣莱奥纳尔堡（法語：Le Bourg-Saint-Léonard，法語發音：[lə buʁ sɛ̃ leɔnaʁ] ⓘ）是法国奥恩省的一个旧市镇，位于该省北部，属于阿让唐区。2017年1月1日，圣莱奥纳尔堡和相邻的另外13个市镇合并为新市镇欧日地区古费恩（Gouffern-en-Auge）。

## 地理
圣莱奥纳尔堡（48°45'37"N, 0°6'19"E）面积9.25 平方千米，位于法国诺曼底大区奧恩省，该省份为法国西北部内陆省份，北起顺时针与卡爾瓦多斯省、厄尔省、厄尔-卢瓦省、萨尔特省、马耶讷省和芒什省接壤。
与圣莱奥纳尔堡接壤的市镇（或旧市镇、城区）包括：费勒、欧布里昂内姆、勒潘欧阿拉、锡伊昂古费恩、维勒巴丹。
圣莱奥纳尔堡的时区为UTC+01:00、UTC+02:00（夏令时）。

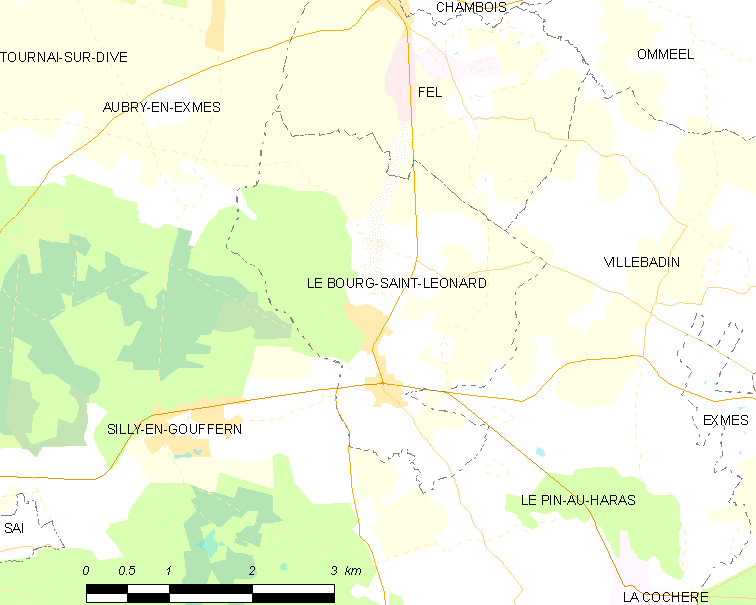
圣莱奥纳尔堡的OSM定位图

## 行政
圣莱奥纳尔堡的邮政编码为61310，INSEE市镇编码为61057。

## 政治
圣莱奥纳尔堡所属的省级选区为阿让唐第二县。

## 人口

1962-2008年间圣莱奥纳尔堡人口变化图示

圣莱奥纳尔堡于2018年1月1日时的人口数量为397人。